# Máel Dúin mac Áedo Bennán
Máel Dúin était un roi de Íarmumu (ou Íarmuman, la partie occidentale du royaume de Munster, en irlandais : Muman ou Mumu) qui vivait au VIIe siècle. Il appartenait à la famille des Eóganacht Locha Léin, une branche du clan des Eóganachta descendant de Caipre Luachra mac Cuirc, fils de Corc mac Luigthig, le fondateur de Cashel au milieu du IVe siècle. Caipre Luachra était un descendant à la 6e génération d'Éogan Mór, l'ancêtre de tous les Eóganachta. 

## Généalogie
Máel Dúin était le fils d'Áed Bennán mac Crimthainn, qui fut peut-être roi de Muman entre 601 et 618 environ et a minima roi de Íarmumu. 
Il eut trois sœurs, dont Mór Muman, qui fut deux fois reine de Muman, et Ruithchern. 
On lui connaît également au moins un frère (la légende lui en accorde 11), Cummíne, dont sont issus deux rois de Muman : Máel Dúin mac Áedo († v. 786) et Ólchobar mac Cináeda († v. 851). 
Son oncle Áed Damnán († v. 633) est titré roi de Íarmumu dans les Annales d'Inisfallen au moment de sa mort. Ceci donne à Máel Dúin la possibilité d'un règne s'étendant sur un peu moins de 30 ans, depuis cette date jusqu'à son propre décès vers 661. 
Il eut au moins un fils, Congal († v. 690, de mort violente semble-t-il), qui fut également roi de Íarmumu.

## Biographie
Máel Dúin apparaît dans les annales vers 636-642, alors qu'il livre la bataille de Cathair Chinn Chon contre un certain Aengus Liathdána. Vaincu, Máel Dúin dut s'enfuir. 
Les Annales des quatre maîtres, les Annales de Tigernach et le Chronicon Scotorum mentionnent ensuite (la même année ou un an après cette bataille) la mort dans un incendie de Maoldúin, fils d'Aodh Bennan, à Inis Chaoin. 
S'agit-il du même Máel Dúin et survécut-il à cet incendie, ou les annales ne l'ont-elles pas confondu avec un de ses homonymes, Maoldúin fils de Fergus ou Maoldúin fils de Colmán, par exemple ? 
Toujours est-il qu'il survécut puisqu'il livra une seconde bataille quelques années plus tard à Cenn Con, contre le même adversaire : Aengus Liath de la branche des Eóganacht Glendamnach (Aonghus Liathan de Glendamun, † v. 644, ou Aonghus Liathan de Glenn Damáin, † v. 646).  
Il y a doute, cependant, sur cette rencontre. Les Annales d'Inisfallen ne mentionnent que cette seconde bataille, tout en précisant qu'il y eut un grand massacre des deux côtés. Les Annales d'Ulster, les Annales de Tigernach et le Chronicon Scotorum mentionnent cette bataille sans préciser l'identité des protagonistes. Enfin, les Annales des quatre maîtres sont muettes sur ce combat et ne mentionnent que le premier. La grande ressemblance entre les deux noms fait également penser que la bataille de Cenn Con n'est qu'un écho de celle de Cathair Chinn Chon : 
|                    | Annales des quatre maîtres | Annales d'Ulster | Chronicon Scotorum | Annales de Tigernach | Annales d'Inisfallen |
| ------------------ | -------------------------- | ---------------- | ------------------ | -------------------- | -------------------- |
| Cathair Chinn Chon | v. 636                     | v. 640           | v. 640             | v. 642               |                      |
| Cenn Con           |                            | v. 643           | v. 643             | v. 644               | v. 645               |

Máel Dúin mourut vers 661, la même année que Conaing, abbé d'Imlech et que Cumine Fata (le Grand), abbé de Clonfert : 
Mort de Mael Dúin, fils d'Aed Bennán, et de Béc, fils de Fergus. D'eux, il a été chanté (par Colmán Úa Clúasaig) : 
Les morts de cette année
Aucun n'est à déplorer si on les compare à eux
Mael Dúin, Béc fils de Fergus,
Conaing et Cumíne Fata.
Keating le fait participer à la convention de Drom Ceat avec son beau-frère, Fíngen mac Áedo Duib. Cette présence poserait de sérieux problèmes de datation puisque cette convention se tint vers la fin du troisième quart du VIe siècle et était contemporaine de Colum Cille (Saint Colomba, v. 521-597), dont la figure apparaît en arrière-plan dans le texte de Keating. 

## La lutte de deux clans?
Máel Dúin est l'un des personnages secondaires de la seconde partie du conte Mór Muman ocus Aided Cuanach meic Ailchine (Mór Muman et le destin tragique de Cúanu fils de Cailchín). Son nom n'apparaît cependant jamais puisqu'il y est toujours confondu avec ses frères dans l'appellation globale des fils d'Áed Bennán. 
Ce conte se divise en deux parties. 
La première partie narre la rencontre de Mór Muman et du roi Fíngen mac Áedo Duib, la mort de celui-ci et le remariage de Mór avec le roi Cathal mac Áedo (de la branche des Eóganacht Glendamnach), la captivité de la sœur de Mór, Ruithchern, à Dún Cairedo, sur le territoire des Uí Liatháin, puis sa délivrance et le mariage de Ruithchern avec l'un des fidèles du roi Cathal, Lonán fils de Findech. 
La seconde commence par le récit de l'affront subi par Ruithchern (enlevée par Cúanu mac Cailchíne de Liathmuine) et son mari, Lonán (que l'on a tenté d'assassiner), à la suite duquel les fils d'Áed Bennán déclarent la guerre aux fils de Cathal. Toutefois, les deux branches cousines ne s'affrontent pas directement mais par clients interposés, chacune attaquant les clients de l'autre : 
10. Les fils d'Áed allèrent contre les tribus étrangères de l'est qui sont les Déisi et les Éile et les Muscraige Bregoin, les Airthir Femin et les Fir Maige Féne. Cúanu était le roi des Fir Maige Féne. Les fils de Cathail alors allèrent contre les Corco Loígde et les Corco Duibne, les Cíarraige, les Corco Baiscinn et les Corco Mrúad.
11. C'est le troisième jour avant la bataille que trois artisans vinrent à Cúanu. Alors que Cúanu chassait, il alla vers eux. « Qui êtes-vous ? » demanda Cúanu, « et où allez-vous ? ». « Des artisans nous sommes, et vers Cúanu nous allons ». « Cúanu vient tout juste d'être tué au combat », dit-il. C'est alors que le troisième homme dit :
C'est une flétrissure que d'être sans maison.
Mais s'il est vrai que Cúanu a été blessé,
Nous passerons cette nuit dans cette plaine
Au lieu de nous hâter vers Liathmuine.
Le second dit :
Ce n'était pas une région sauvage jusqu'à aujourd'hui,
La route vers Liathmuine.
Sur elle galopaient les sabots des chevaux
De Muman lorsque Cúanu était encore en vie.
Le troisième dit :
Jusqu'au jour où l'on a recouvert
De sable le corps de Cúanu,
C'était un lieu dont rien ne permettait de s'emparer,
La porte du fort de Liathmuine.
12. « Bienvenue à vous », dit-il, « Je suis Cúanu ». « Malheur », dirent-ils, « Nous n'irons pas vers toi, car tu t'es abattu toi-même. Tu seras mort avant la fin de l'année. » La bataille fut livrée alors. Lonán [vint] de l'ouest vers Cúanu. Les fils de Cathail furent défaits depuis Inde Mór jusqu'à Lúachair nDedad. Les fils d'Áed s'emparèrent de leurs vassaux de Cend Cuirrig. Alors Lonán poursuivit le susmentionné Cúanu, et à Dubid ils tombèrent l'un sur l'autre. Cúanu blessa Lonán de sa propre main. Lorsque Cúanu se retourna, une branche de houx acérée se planta dans la cuisse de Cúanu et celui-ci tomba sur le dos. Alors Lonán le frappa de sa longue lance et il ne s'en releva pas, et Lonán lui trancha la tête. 
13. C'est ici que Mac Dá Cherda dit : 
Une lance et un bouclier se briseront
Ta maison aujourd'hui, Ô Ruithchern. 
Il y aura un manteau comme butin sur quelqu'un
En raison des nombreux exploits de Cúanu.
Dans le marais de Cluain Maccu Birnd
Badb a provoqué un merveilleux massacre.
Regarde à côté de la prairie
La tombe de Cúanu mac Cailchíne.
Ô houx acéré
Tu as renversé les pieds d'un homme merveilleux.
Mauvais le sort qui a fait
Que le vassal du pays t'ai coupé pour nourrir son bétail.
Il fait froid ce soir
Pour la famille de Cúanu :
Sa noble femme, modèle de beauté, 
Sa fille et son jeune et unique fils.
C'est vrai, seuls ces trois là sont restés près de lui au cours de cette nuit. Ceci était le récit de la mort violente de Cúanu mac Cailchíne.
Ce conte romance en fait une histoire vraie tout en renversant la réalité. Il semble qu'Áed Bennán laissa à ses fils, à sa mort, une situation sensiblement dégradée, comme l'indiquerait le proverbe présent dans le premier paragraphe du conte : Pas comme Áed Bennáin a laissé ses fils. Ce serait en fait une indication sur le déplacement du lieu de pouvoir après la mort d'Áed Bennán, de l'ouest (Íarmumu) vers l'est et le territoire des trois familles des Eóganacht Chaisil, des Eóganacht Glendamnach et des Eóganacht Áine. Le résultat fut que les fils d'Áed Bennán perdirent une grande partie de leur héritage (il faudra attendre un siècle et demi pour que les Eóganacht Locha Léin fournissent de nouveau un roi de Muman). 
Dans les annales, Máel Dúin combat un certain Aengus Liathdána ou Aonghus Liathan, probablement roi des Ui Liathain. C'est sur le territoire de cette tribu que se trouvait Dún Cairedo où Ruithchern, dans la première partie du conte, avait été détenue après avoir été enlevée une première fois. 
Enfin, la bataille du conte est livrée près de Cend Cuirrig, l'actuel Kincurry près de Waterford, et les fils d'Áed Bennán combattent depuis Inde Mór (dont la localisation est inconnue) jusqu'à Lúachair nDedad, dans le Desmond. Ó Coileáin pense que ce nom de Cend Cuirrig est construit autour de celui de la bataille de Cenn Con ou de Cathair Chinn Chon. Mais dans les annales, et contrairement à l'affirmation du conte, les fils d'Áed Bennán perdirent la bataille et durent s'enfuir.  